# Автошлях Т 0306
Автошля́х Т 0306 — автомобільний шлях територіального значення у Волинській області. Пролягає територією Шацького та Старовижівського районів через Шацьк — Любохини. Загальна довжина — 22,3 км.

## Маршрут
Автошлях проходить через такі населені пункти:
| Автошлях Т 0306       |        |
| Волинська область     |        |
| Шацький район         |        |
| Шацьк                 | Т 0302 |
| Вілиця                |        |
| Прип'ять              |        |
| Старовижівський район |        |
| Любохини              | Т 0308 |